# Beryl Junction
Beryl Junction – jednostka osadnicza w Stanach Zjednoczonych, w stanie Utah, w hrabstwie Iron.